# John Barnwell
John Barnwell, född 24 december 1938, är en engelsk före detta fotbollsspelare och tränare. Han är för närvarande vd i den engelska tränarföreningen League Managers Association (LMA).
Barnwell föddes i Newcastle-upon-Tyne och började spela fotboll i amatörlaget Bishop Auckland. 1955 flyttade han till London för att spela i Arsenal, där han blev professionell i november 1956. Han var ordinarie i Arsenals och engelska landslagets juniorlag och gjorde A-lagsdebut för Arsenal i en match mot Sunderland den 13 april 1957.
Strax därefter blev Barnwell inkallad till militärtjänstgöring och spelade inte i Arsenal förrän halvvägs in i säsongen 1958/59. Under de kommande sex säsongerna spelade han drygt hälften av Arsenals matcher. Han spelade från början inner, men under säsongen 1961/62 flyttades han ner till en mer defensiv position som ytterhalv. Följande säsong tappade han formen och petades. Efter 24 mål på 151 matcher för Arsenal såldes han i mars 1964 till Nottingham Forest för 40 000 pund.
Barnwell tillbringade sex säsonger i Forest, där han etablerade sig som defensiv mittfältare. Han vann inga titlar med Forest, men säsongen 1966/67 kom man på andra plats i ligan och gick till semifinal i FA-cupen. Barnwell spelade 201 matcher och gjorde 25 mål för Forest. 1970 gick han över till Sheffield United, men efter bara nio matcher och två mål avslutade han spelarkarriären på grund av en vristskada som inte ville läka.
Efter att ha slutat som spelare fick han en tränarroll i Peterborough United, som han hjälpte upp i division tre. Barnwell tog över som huvudtränare efter Noel Cantwell 1977 och misslyckades precis att gå upp i division två under sin enda säsong i klubben. Efter en dispyt med klubbens ledning lämnade han Peterborough 1978. Han anställdes som tränare i Wolverhampton Wanderers och tog laget semifinal i FA-cupen 1979, där det blev förlust mot Arsenal. Året efter ledde han laget till seger i Ligacupen efter att i finalen ha besegrat Nottingham Forest. Detta trots att han var inblandad i en bilolycka där han ådrog sig en skallfraktur.
Wolves kunde dock inte behålla formen, utan slutade på artonde plats i ligan säsongen 1980/81. Barnwell avgick i januari 1982 då laget låg i botten av division ett. Han flyttade till Saudiarabien där han jobbade som tränare och var senare tränare i grekiska AEK Aten 1983/84. Han återvände till England och tränade Notts County (1987/88), Walsall (1989/90) och Northampton Town (1993/94). Därefter slutade han som tränare och 1996 blev han vd för tränarföreningen LMA.